# Ayer (Massachusetts)
Ayer és una població dels Estats Units a l'estat de Massachusetts. Segons el cens del 2007 tenia 7.369 habitants.

## Demografia
Segons el cens del 2000, Ayer tenia 7.287 habitants, 2.982 habitatges, i 1.774 famílies. La densitat de població era de 311,9 habitants per km².
Dels 2.982 habitatges en un 29,4% hi vivien nens de menys de 18 anys, en un 42,9% hi vivien parelles casades, en un 12,2% dones solteres, i en un 40,5% no eren unitats familiars. En el 32,8% dels habitatges hi vivien persones soles el 8,9% de les quals corresponia a persones de 65 anys o més que vivien soles. El nombre mitjà de persones vivint en cada habitatge era de 2,29 i el nombre mitjà de persones que vivien en cada família era de 2,94.
Per edats la població es repartia de la següent manera: un 24% tenia menys de 18 anys, un 8,9% entre 18 i 24, un 36,3% entre 25 i 44, un 18,9% de 45 a 60 i un 12% 65 anys o més.
L'edat mediana era de 35 anys. Per cada 100 dones de 18 o més anys hi havia 93,9 homes.
La renda mediana per habitatge era de 46.619 $ i la renda mediana per família de 61.968$. Els homes tenien una renda mediana de 44.092 $ mentre que les dones 32.418$. La renda per capita de la població era de 26.400$. Entorn del 6,1% de les famílies i el 10,8% de la població estaven per davall del llindar de pobresa.